# Семпрониано
Семпрониа̀но (на италиански: Semproniano) е село и община в централна Италия, провинция Гросето, регион Тоскана. Разположено е на 601 m надморска височина. Населението на общината е 1163 души (към 2012 г.).